# Bret Harte (California)
Bret Harte es un lugar designado por el censo ubicado en el condado de Stanislaus en el estado estadounidense de California. En el año 2000 tenía una población de 5.161 habitantes y una densidad poblacional de 3,545.7 personas por km².

## Geografía
Bret Harte se encuentra ubicado en las coordenadas 37°36′11″N 121°0′21″O / 37.60306, -121.00583. Según la Oficina del Censo, la ciudad tiene un área total de 1,5 km² (0,6 mi²), de la cual 1,5 km² (0,6 mi²) es tierra y 0 km² (0 mi²) (0%) es agua.

## Demografía
Según la Oficina del Censo en 2000 los ingresos medios por hogar en la localidad eran de $26,568, y los ingresos medios por familia eran $27,155. Los hombres tenían unos ingresos medios de $27,591 frente a los $17,885 para las mujeres. La renta per cápita para la localidad era de $7,481. Alrededor del 38.1% de la población estaban por debajo del umbral de pobreza.